# Liste des traités de paix signés sous la Révolution française
Plusieurs traités de paix ont été signés sous la Révolution française, en particulier  :
- Le traité de La Jaunaye avec les Vendéens le 17 février 1795 ;
- Le traité de la Mabilais avec les Chouans le 20 avril 1795
- Le traité de Saint-Florent-le-Vieil avec Stofflet le 2 mai 1795
- Le traité de Bâle avec la Prusse le 5 avril 1795 ;
- Le traité de La Haye avec les Provinces-Unies le 10 mai 1795 ;
- Le traité de Bâle avec l'Espagne le 22 juillet 1795 ;
- L’armistice de Cherasco avec le Piémont-Sardaigne le 28 avril 1796 ;
- Le traité de Campo-Formio avec l'Autriche le 17 octobre 1797.

## Sources
- Albert Soboul (dir.), Dictionnaire historique de la Révolution française, Quadrige/PUF, 1989
- Jean Tulard, Jean-François Fayard et Alfred Fierro, Histoire et dictionnaire de la Révolution française. 1789–1799, Paris, éd. Robert Laffont, coll. « Bouquins », 1987, 1998 [détail des éditions] (ISBN 978-2-221-08850-0)